# Georg H. Schnell
Georg Heinrich Schnell; auch G. H. Schnell (* 11. April 1878 in Tschifu, heute Yantai, China; † 31. März 1951 in West-Berlin) war ein deutscher Schauspieler.

## Leben

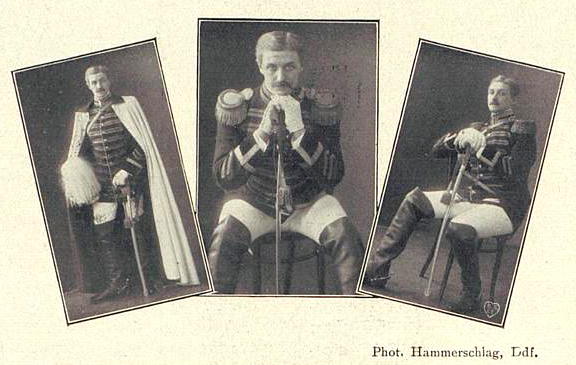
Georg Schnell als Leibgardist in „Der Leibgardist“, Komödie in 3 Aufzügen von Ferenc Molnár, Mai 1911, Foto: Walter Lilienthal, von 1911 bis 1922 Photographisches Atelier Hammerschlag, Graf-Adolf-Straße 44, Düsseldorf

Der Sohn eines Lieferanten der chinesischen Armee kam bereits als Kind nach Deutschland. Nach dem Schulabschluss arbeitete er im Kolonialdienst und war Holzfäller in Florida. 1900 nahm er an der Niederschlagung des Boxeraufstands teil. Nach Schauspielunterricht erhielt Schnell 1903 am Stadttheater von Elbing sein erstes Engagement. Weitere Stationen seiner Theaterlaufbahn waren unter anderem Düsseldorf, Straßburg und München. 1914 bis 1918 nahm er am Ersten Weltkrieg teil. 1919 wurde er Schauspieler in Berlin und trat vor allem in modernen Gesellschaftsstücken und Operetten auf. Unter Max Reinhardts Regie agierte er in Maughams Regen (1925) und Tolstois Der lebende Leichnam (1928). 
Zwischen 1919 und 1943 spielte Schnell in rund 130 Filmen, wobei er hauptsächlich in kleineren bis mittleren Nebenrollen zu sehen war. Nur selten erhielt er die Chance auf größere Filmauftritte, war aber in vielen großen Klassikern der 1920er bis 1940er Jahre eingesetzt, so in Friedrich Wilhelm Murnaus Filmklassiker Nosferatu, eine Symphonie des Grauens als Reeder Harding. International spielte er in Alfred Hitchcocks Filmdebüt Irrgarten der Leidenschaft. Während der Tonfilmzeit wurden seine Rollen, etwa in Emil und die Detektive (1931) und Titanic (1943), noch kleiner. Einen seiner letzten Filmauftritte übernahm Schnell neben Heinz Rühmann in der Komödie Die Feuerzangenbowle (1944) als eines der Mitglieder der Bowlerunde. Schnell stand 1944 in der Gottbegnadeten-Liste des Reichsministeriums für Volksaufklärung und Propaganda.

## Filmografie
- 1919: Die rollende Kugel
- 1919: Die Schuld
- 1919: Die Arche
- 1919: Die letzten Menschen
- 1920: Die Tarantel
- 1920: Alkohol
- 1920: Moral
- 1921: Der Frauenarzt
- 1922: Das Geheimnis der Santa Maria
- 1922: Der Abenteurer
- 1922: Der falsche Dimitry
- 1922: Nosferatu, eine Symphonie des Grauens
- 1922: Kinder der Zeit
- 1922: Lucifer
- 1922: Marie Antoinette
- 1923: Der Geisterseher
- 1924: Das blonde Hannele
- 1924: Der Schrecken des Meeres
- 1924: Die Tragödie einer Liebesnacht
- 1925: Der Frauenmarder
- 1925: Irrgarten der Leidenschaft (The Pleasure Garden)
- 1925: Marcco, der Bezwinger des Todes
- 1925: Freies Volk
- 1925: Verborgene Gluten
- 1926: Der gute Ruf
- 1926: Die Mühle von Sanssouci
- 1927: Bigamie
- 1927: Hast Du geliebt am schönen Rhein?
- 1928: Der alte Fritz, 2. Teil: Ausklang
- 1928: Moderne Piraten
- 1928: Hurrah! Ich lebe!
- 1930: Das Donkosakenlied
- 1930: Der unsterbliche Lump
- 1930: Der Weg zur Schande
- 1930: Ihre Majestät die Liebe
- 1931: Emil und die Detektive
- 1931: Danton
- 1931: Im Geheimdienst
- 1931: Meine Frau, die Hochstaplerin
- 1931: Schatten der Manege
- 1931: Kaiserliebchen
- 1932: Kampf
- 1932: Tannenberg
- 1934: Ferien vom Ich
- 1934: Oberwachtmeister Schwenke
- 1934: Der Polizeibericht meldet
- 1934: Wilhelm Tell
- 1934: Die Reiter von Deutsch-Ostafrika
- 1934: Die Insel
- 1934: Der Springer von Pontresina
- 1935: Der Ammenkönig
- 1935: Das Mädchen vom Moorhof
- 1935: Stradivari
- 1936: Schloß Vogelöd
- 1936: Heiteres und Ernstes um den großen König
- 1936: Heißes Blut
- 1936: Moral
- 1936: Das Schloß in Flandern
- 1937: Alarm in Peking
- 1937: Die gläserne Kugel
- 1937: Die Korallenprinzessin
- 1937: Die Kronzeugin
- 1937: Madame Bovary
- 1937: Der Mustergatte
- 1937: Sieben Ohrfeigen
- 1937: Ein Volksfeind
- 1937: Wenn Frauen schweigen
- 1938: Am seidenen Faden
- 1938: Die kleine und die große Liebe
- 1938: Das Mädchen von gestern Nacht
- 1938: Pitty
- 1938: Das Recht auf Liebe
- 1938: Stärker als die Liebe
- 1938: Die Nacht der Entscheidung
- 1938: Der unmögliche Herr Pitt
- 1939: Das Gewehr über
- 1939: Die Frau ohne Vergangenheit
- 1939: In letzter Minute
- 1939: Ein Mann auf Abwegen
- 1939: Der Polizeifunk meldet
- 1940: Die Rothschilds
- 1940: Leidenschaft
- 1941: Carl Peters
- 1941: Ohm Krüger
- 1943: Der ewige Klang
- 1943: Titanic
- 1944: Nora
- 1944: Die Feuerzangenbowle

### Anmerkung
1. ↑  In Wenigers Filmlexikon wird die Ortsangabe Tschiefu geschrieben.
2. ↑  Georg Schnell, in Sammlung Düsseldorfer Theaterzettel, 1910–1911
3. ↑  Schnell, Georg Heinrich, in: Ernst Klee: Das Kulturlexikon zum Dritten Reich. Wer war was vor und nach 1945. Frankfurt am Main : S. Fischer, 2007, ISBN 978-3-10-039326-5, S. 537

| Personendaten    | Personendaten                                                |
| ---------------- | ------------------------------------------------------------ |
| NAME             | Schnell, Georg H.                                            |
| ALTERNATIVNAMEN  | Schnell, Georg Heinrich (vollständiger Name); Schnell, G. H. |
| KURZBESCHREIBUNG | deutscher Schauspieler                                       |
| GEBURTSDATUM     | 11. April 1878                                               |
| GEBURTSORT       | Tschifu, heute Yantai, China                                 |
| STERBEDATUM      | 31. März 1951                                                |
| STERBEORT        | Berlin                                                       |